# Rosenda Monteros
Rosenda Monteros, pseudonimo di Rosa Méndez Leza (Veracruz, 31 agosto 1935 – Città del Messico, 29 dicembre 2018), è stata un'attrice messicana.

## Biografia
Ha avuto una vasta carriera artistica, nei suoi oltre sessant'anni di dedizione al cinema, al teatro e alla televisione. 
Ha esordito nel cinema messicano nel film Llévame en tus armi nel 1953, poi ha lavorato in teatro e in televisione. Sposò il regista Julio Bracho nel 1955, ma divorziarono nel 1957.

## Filmografia parziale
- Nazarín, regia di Luis Buñuel (1958)
- Il generale dei desperados (Villa!!), regia di James B. Clark (1958)
- I magnifici sette (The Magnificent Seven), regia di John Sturges (1960)
- La dea della città perduta (She), regia di Robert Day (1965)
- El Cjorro (Savage Pampas), regia di Hugo Fregonese (1966)
- Hula Hula, la femmina della giungla (The Face of Eve), regia di Jeremy Summers (1968)
- El coleccionista de cadáveres (El coleccionista de cadáveres), regia di Edward Mann e Santos Alcocer (1971)

## Doppiatrice italiane
Nelle versioni in italiano delle opere in cui ha recitato, Rosenda Monteros è stata doppiata da:
- Flaminia Jandolo in I magnifici sette